# Посмітюха короткопала
Посмітюха короткопала (Galerida theklae) — вид горобцеподібних птахів родини жайворонкових (Alaudidae). Мешкає в Південно-Західній Європі та в Північній і Східній Африці.

## Опис

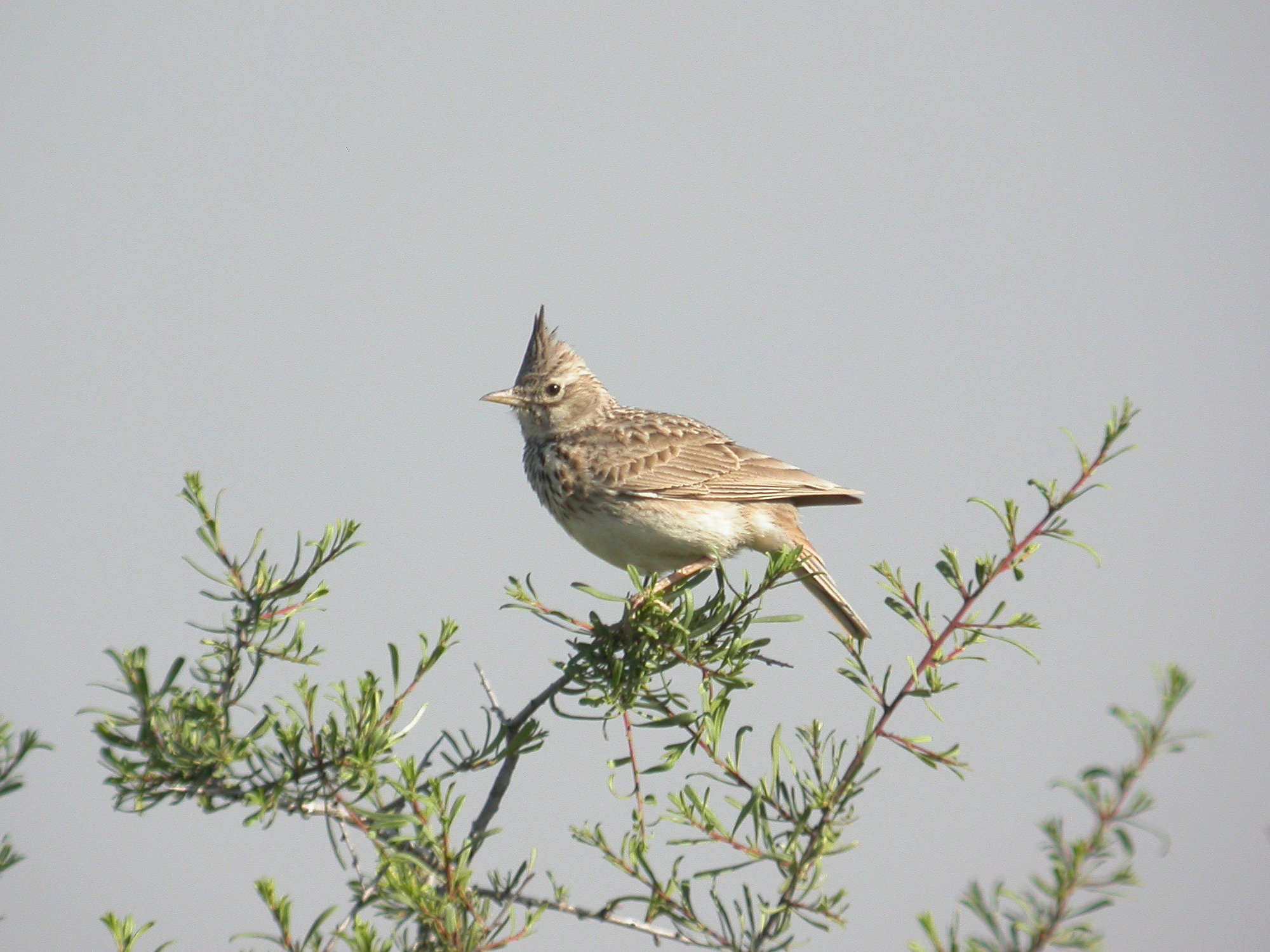
Короткопала посмітюха (Рівас-Васіамадрид, Іспанія)

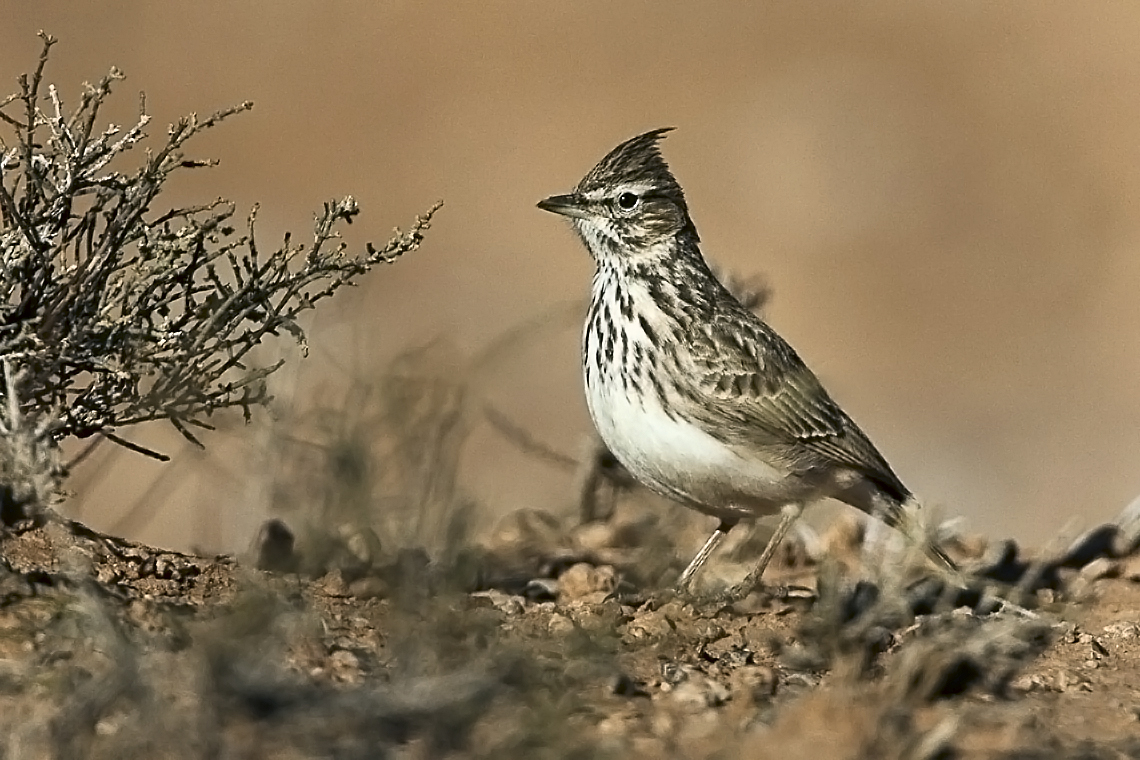
Короткопала посмітюха (Марокко)

Довжина птаха становить 15—17 см, розмах крил 34 см, вага 34—48 г. Виду не притаманний статевий диморфізм.
У представників номінативного підвиду тім'я і верхня частина тіла сірувато-коричнева, сильно поцяткована чорнуватими смужками. Через очі ідуть темні смуги, навколо очей світлі кільця, на щоках світлі і темні смуги. Нижня частина тіла білувата, груди з боків і боки коричнювато-охристі. На нижній частині горла, грудях з боків і боках є поздовжні темні смуги. Крила темно-оливково-коричневі з тонкими охристими або рудувато-коричневими краями. Нижня сторона крил сірувата. Надхвістя сірувато-коричневе, плями на ньому майже відсутні. Верхні покривні пера хвоста мають рудуватий відтінок. Центральні стернові пера оливково-коричневі або сірувато-коричневі, наступні чорнуваті, крайні стернові пера рудувато-коричневі. На голові помітний чуб, який може ставати дибки. Дзьоб темно-роговий, біля основи світліший, лапи коричнюваті або тілесного кольору. У молодих птахів чуб більш короткий, верхня частина тіла плямиста, а груди менш смугасті.

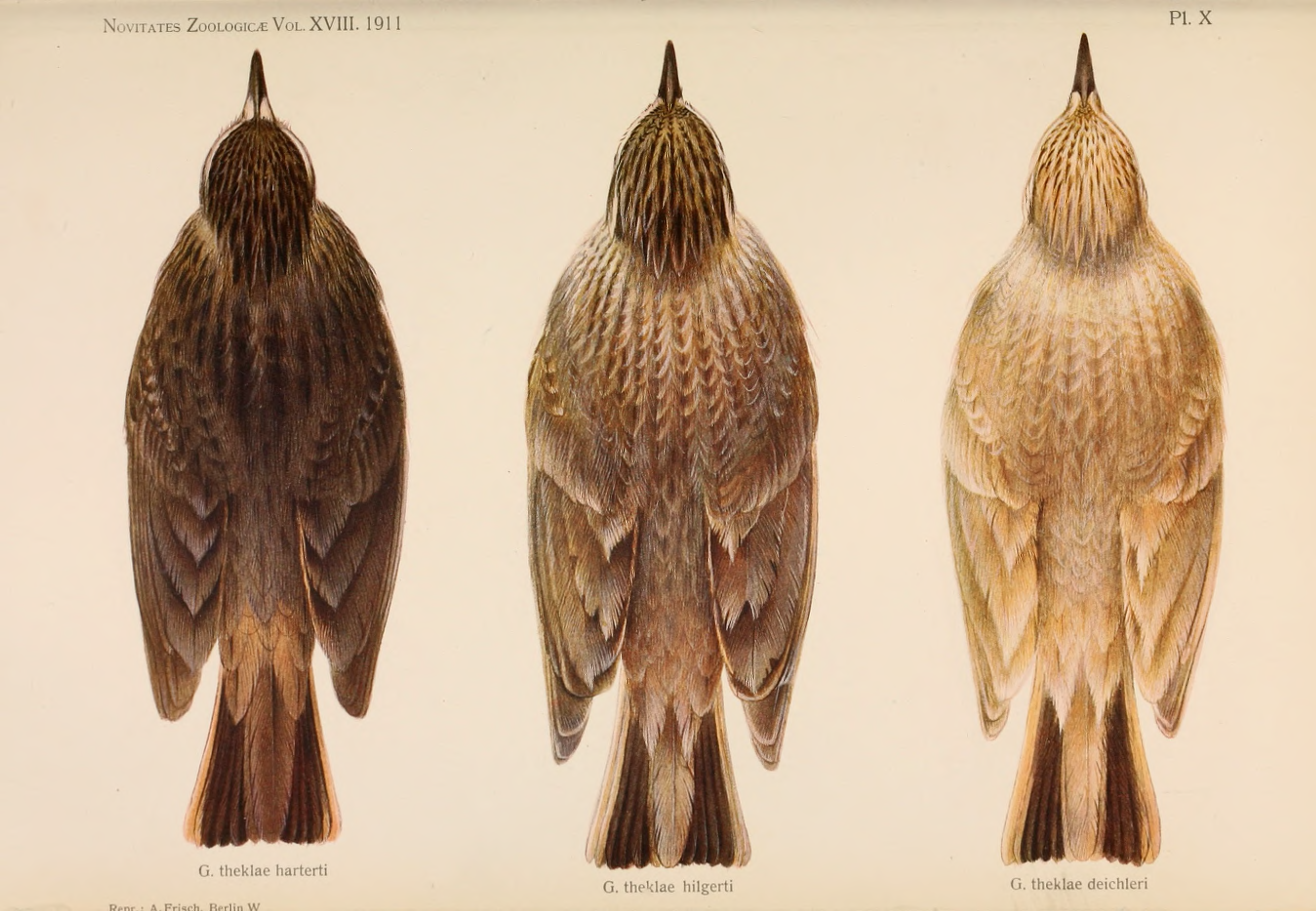
Представники різних популяцій помітно різняться за забарвленням: на малюнку зображені птахи з північно-східного узбережжя Алжиру (зліва), з Атлаських гір біля Батни (в центрі) і з північної Сахари біля Дуза (справа)

Представники підвиду G. t. erlangeri є більш темними, ніж представники номінативного підвиду, нижня частина тіла у них більш смугаста, дзьоб довший. Представники підвиду G. t. ruficolor мають більш світле забарвлення, пера на верхній частині тіла у них мають рудуваті краї, смуги на нижній частині тіла менш виражені. У представників підвиду G. t. theresae забарвлення ще більш рудувате, смуги на тілі у них більш тонкі. У представників підвиду G. t. superflua верхня частина тіла мають світло-сірий або піщаний відтінок, нижня частина тіла більш біла, смуги на верхній частині тіла і грудях у них менш чіткі. Представники підвиду G. t. carolinae мають невеликі розміри і яскраве забарвлення, верхня частина тіла у них світло-піщана або сірувата з рожевуватим відтінком, смуг на ній мало, а нижня частина тіла у них переважно біла з рожевим відтінком.
Представники східноафриканських підвидів G. t. praetermissa і G. t. huei мають невеликі розміри і темне забарвлення, верхня частина тіла у них сильно поцяткована смугами, нижня частина тіла охриста, а смуги на грудях відносно тонкі. У представників підвиду G. t. huei верхня частина тіла найбільш смугаста. У представників підвиду G. t. huriensis верхня частина тіла світла, чуб смугастий, горло більш біле, а живіт рожевуватий. У представників підвиду G. t. ellioti верхня частина тіла ще більш світла, рудувато-піщана. Представники підвиду G. t. harrarensis мають більш темне забарвлення, широкі смуги і менший дзьоб. Представники підвиду G. t. mallablensis мають переважно сіре забарвлення, груди у них сильно поцятковані смугами.
Загалом, корокопалі посмітюхи відрізняються від схожих на них звичайних посмітюх більш коротким і менш вигнутим дзьобом, і дещо коротшим, менш гострим чубом. Крім того, смуги на грудях у них більш чіткі, а нижня сторона крил сіра, а не іржасто-коричнева.

## Підвиди
Виділяють дванадцять підвидів:
- G. t. theklae Brehm, AE, 1857 — Піренейський півострів, крайній південь Франції (в районі Ліонської затоки), Балеарські острови;
- G. t. erlangeri Hartert, EJO, 1904 — північ Марокко (на південь до гір Середнього Атласа);
- G. t. ruficolor Whitaker, 1898 — центр і північний схід Марокко, узбережжя Алжиру і Тунісу;
- G. t. theresae Meinertzhagen, R, 1939 — південний захід Марокко (на південь до гір Антиатласу) і Західна Сахара;
- G. t. superflua Hartert, EJO, 1897 — схід Марокко (на схід від річки Мулуя), північ Алжиру і схід Тунісу;
- G. t. carolinae Erlanger, 1897 — від Східного Марокко через Північну Сахару до північного сходу Лівії і крайнього північного заходу Єгипту;
- G. t. harrarensis Érard & Jarry, 1973 — схід Ефіопії (в районі Джиджиги і Харера);
- G. t. huei Érard & Naurois, 1973 — південь центральної Ефіопії (гори Бале[en] і Арсі[en]);
- G. t. praetermissa (Blanford, 1869) — Ефіопське нагір'я (від південної Еритреї до центральної Ефіопії);
- G. t. ellioti Hartert, EJO, 1897 — північ і центр Сомалі;
- G. t. mallablensis Colston, 1982 — узбережжя південного Сомалі;
- G. t. huriensis Benson, 1947 — південна Ефіопія і північна Кенія (округ Марсабіт[en]).

## Поширення і екологія

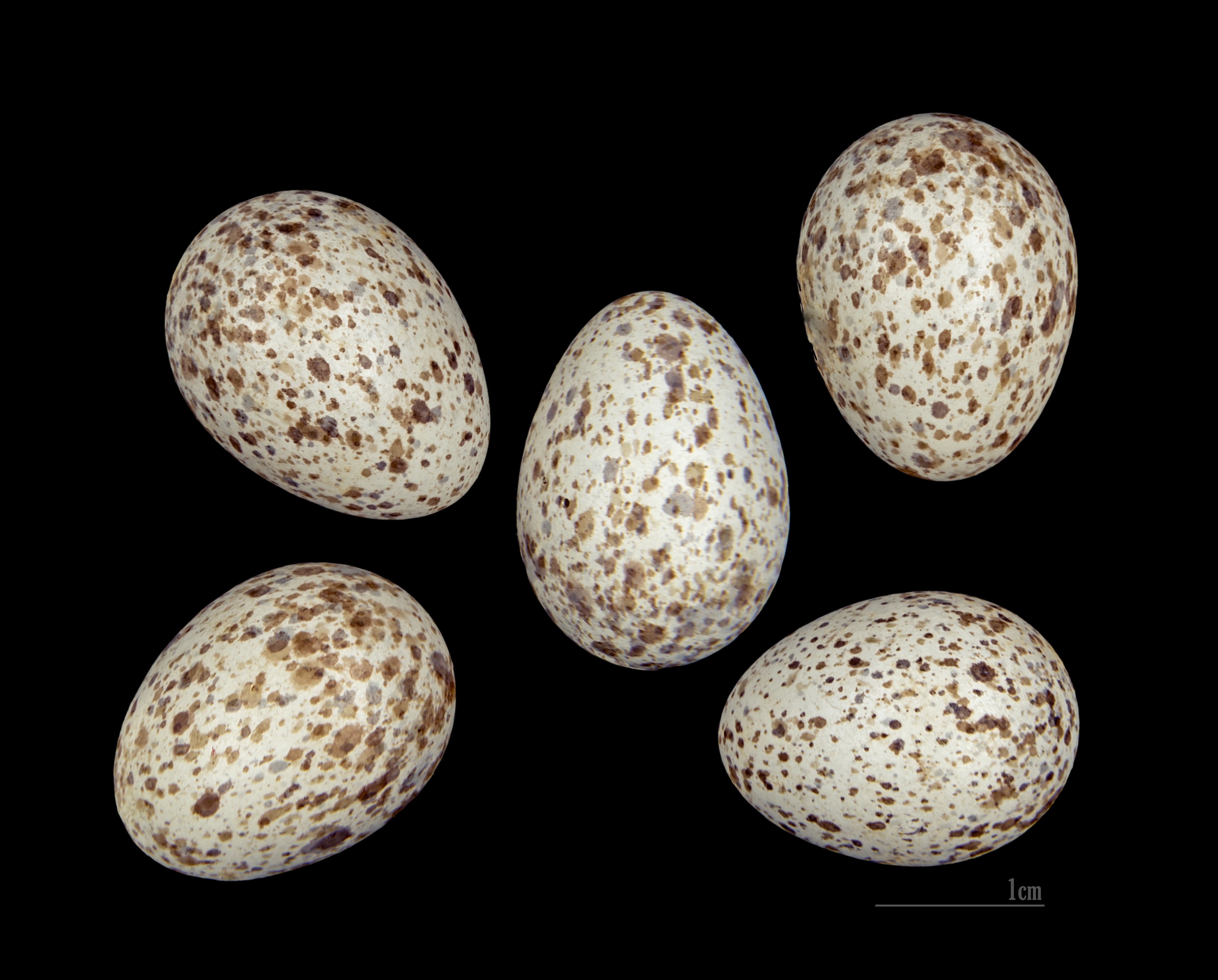
Яйця короткопалої посмітюхи (Тулузький музей)

Короткопалі посмітюхи мешкають у Франції, Іспанії, Португалії, Марокко, Алжирі, Тунісі, Лівії, Єгипті, Західній Сахарі, а також в Ефіопії, Еритреї, Сомалі і Кенії. Вони живуть серед кам'янистих пагорбів і скель, місцями порослих травою і чагарниками. Рослинність в місцях проживання цих птахів може бути доволі високою — 1—1,5 м; однак там завжди мають бути ділянки, порослі невисокою травою або взагалі позбавлені рослинності. В Середземномор'ї Короткопалі посмітюхи гніздяться в чагарниково-степових і чагарникових ландшафтах, а також зустрічаються у пересохлих руслах річок, місцями порослих олеандрами. Іноді птахи зустрічаються в оливкових і мигдалевих гаях або виноградниках, однак уникають полів. На півдні ареалу короткопалі посмітюхи також живуть в пустелях і напівпустелях, а також в саванах, порослих низькорослими колючими чагарниками. В Кенії вони трапляються в лавових пустелях. Короткопалі посмітюхи зустрічаються на висоті від 50 до 2200 м над рівнем моря, переважно на висоті до 1100 м над рівнем моря, на півдні ареалу іноді на висоті 3200 м над рівнем моря. Вони ведуть переважно осілий спосіб життя. Під час негніздового періоду птахи формують зграйки до 10, рідко до 20 птахів, іноді зустрічаються разом з іншими птахами, зокрема зі сірими і близькосхідними жайворонками та зі звичайними посмітюхами.
Короткопалі посмітюхи живляться переважно комахами та іншими безхребетними, а також насінням і меншою мірою, зеленими частинами рослин. Навесні вони переважно ловлять комах, влітку в їх раціоні збільшується частка насіння, а наприкінці літа і восени насіння переважає. Пташенят годують безхребетними, зокрема кониками, павуками, гусінню, богомолами і жуками. Птахи шукають їжу на землі, перевертаючи при цьому дрібні камінці. Вони можуть розбивати черепашки равликів, ударяючи ними об скелі й камені.
Короткопалі посмітюхи є переважно моногамними птахами, однак були зафіксовані випадки полігамії. Вони гніздяться з лютого по червень, переважно починаючи з травня. На півдні Сомалі гніздування зафіксовано також у січні й липні. Самці займають гніздові території і виконують демонстраційні польоти, приваблюючи самиць. Гніздо являє собою заглибину в землі, яка розміщується під чагарником або жмутком трави і встелюється дрібними травиками. Діаметр ямки становить приблизно 8—9 см. В облаштуванні гнізда беруть участь і самиці, і самці. У кладці від 3 до 5 яєць (рідше до 7), які мають білуватий або світло-сірий колір і поцятковані охристими, коричнюватими або сірими плямками. Яйця мають розмір 23×17 мм. Інкубаційний період триває 17 днів. Насиджування починається після відкладання останнього або передостаннього яйця, насиджують самиці. За пташенятами доглядають і самиці, і самці. Вони покидають гніздо через 9 днів після вилуплення, іноді пізніше. Пташенята починають літати у віці 15 днів, однак батьки продовжують піклуватися про них ще деякий час. Успішність гніздування у короткопалих посмітюх низька і часто становить 10—20 %. За сезон можуть вилупитися 1—2 кладки, в Іспанії іноді навіть три.

## Збереження
МСОП класифікує цей вид як такий, що не потребує особливих заходів зі збереження. За оцінками дослідників, світова популяція короткопалих посмітюх становить від 23,3 до 37,9 мільйона птахів, а в Європі — 3,5—5,59 мільйона дорослих птахів. Популяція короткопалих посмітюх поступово зростає.